# Mortemart
Mortemart (okzitanisch Mòrta Mar) ist eine französische französische Gemeinde mit 127 Einwohnern (Stand 1. Januar 2022) im Département Haute-Vienne in der Region Nouvelle-Aquitaine. Sie gehört zum Kanton Bellac im Arrondissement Bellac.
Das Dorf ist als eines der Plus beaux villages de France (Schönste Dörfer Frankreichs) klassifiziert.

## Geografie
Die Gemeinde Mortemart liegt in den Monts de Blond, den nordwestlichsten Ausläufern des Zentralmassivs, 31 Kilometer nordwestlich von Limoges. Mit einer Fläche von lediglich 3,6 Quadratkilometern ist Mortemart die kleinste Gemeinde im Département Haute-Vienne.

## Geschichte

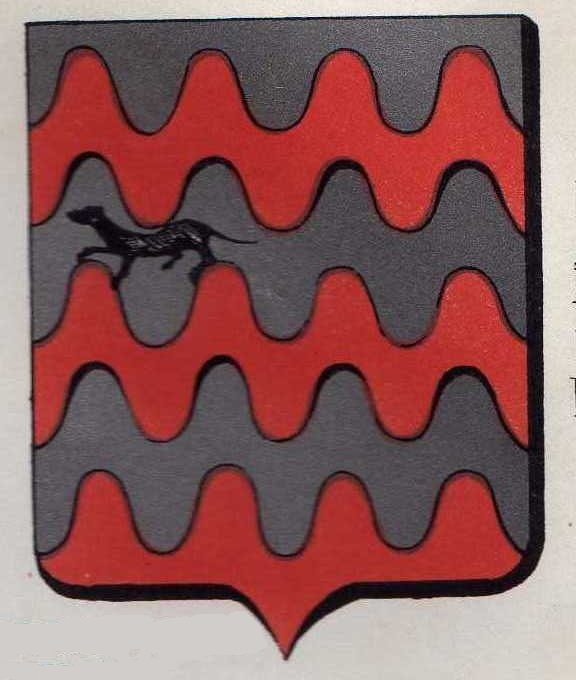
Das Wappen der Herren von Mortemart

Die Herrschaft von Mortemart bildete sich im 10. Jahrhundert heraus. Zuerst entstand eine Motte und ab 995 eine Burg aus Stein. Letztere wurde von Abon Drut errichtet, nachdem er für den Grafen La Marche die Stadt Bellac siegreich gegen seinen Lehnsherr Wilhelm dem Großen, Graf von Poitiers, verteidigt hatte.
1205 ging das Lehen durch Heirat an des Hauses Rochechouart. Deren Nebenlinie Rochechouart-Mortemart, welche 1663 zum Herzogtum Mortemart erhoben wurde, brachte viele bekannte Persönlichkeiten, wie Françoise-Athénaïs de Rochechouart de Mortemart, Marquise de Montespan sowie Mätresse des Königs Ludwig XIV. und Marschall Louis Victor de Rochechouart de Mortemart, hervor.
Im 14. Jahrhundert wurde die Burg im Zuge des Hundertjährigen Krieges von den Engländern zerstört. Im 15. Jahrhundert wurde an einer anderen Stelle ein befestigtes Schloss errichtet, das aber im 17. Jahrhundert von Richelieu geschleift wurde. Über Jahrhunderte blieben darauf nur Ruinen, bis das Schloss im 20. Jahrhundert restauriert wurde.
Im Jahre 1330 veränderte der einheimische Kardinal Peter Gauvain, Bischof von Auxerre, mit der Gründung dreier Klöster, der Errichtung eines Hôtel-Dieu und der Eröffnung einer Schule für Kinder das Gesicht der Stadt völlig. Zwar verschwand die Kartäuserabtei bereits im folgenden Jahrhundert wieder, die Klöster der Augustiner und der Karmeliten überlebten aber lange. Die noch vorhandenen Gebäude der beiden Ordensgemeinschaften stammen aus dem 17. und 18. Jahrhundert und machen zusammen mit der Augustinerkirche und den herrschaftlichen Häusern bis heute den Charme von Mortemart aus.

### Bevölkerungsentwicklung
| Jahr                       | 1962 | 1968 | 1975 | 1982 | 1990 | 1999 | 2009 | 2020 |
| Einwohner                  | 185  | 201  | 200  | 161  | 152  | 126  | 121  | 123  |
| Quellen: Cassini und INSEE |      |      |      |      |      |      |      |      |

## Kultur
In Mortemart ist der Verlag Éditions Rougerie, der sich auf die Edition von zeitgenössischer Poesie spezialisiert hat, beheimatet.

## Sehenswürdigkeiten
- Das Schloss Château de Mortemart (auch Château des Ducs, ‚Herzogschloss‘ genannt) weist zwei gedrungene Rundtürme auf. Es wurde im 15. Jahrhundert von der Familie Mortemart als Residenz errichtet. Den Herzogstitel erhielt die Dynastie Mortemart erst im 17. Jahrhundert unter Ludwig XIV. Das zur Ruine gewordene Gebäude wurde Ende des 19. Jahrhunderts von einem Vertreter der Adelsfamilie Mortemart zurückerworben und im 20. Jahrhundert vollständig – mit Wassergraben – restauriert. Seit 1985 ist es ein französisches Kulturdenkmal[3]. Heutiger Besitzer ist Herzog Charles de Mortemart.

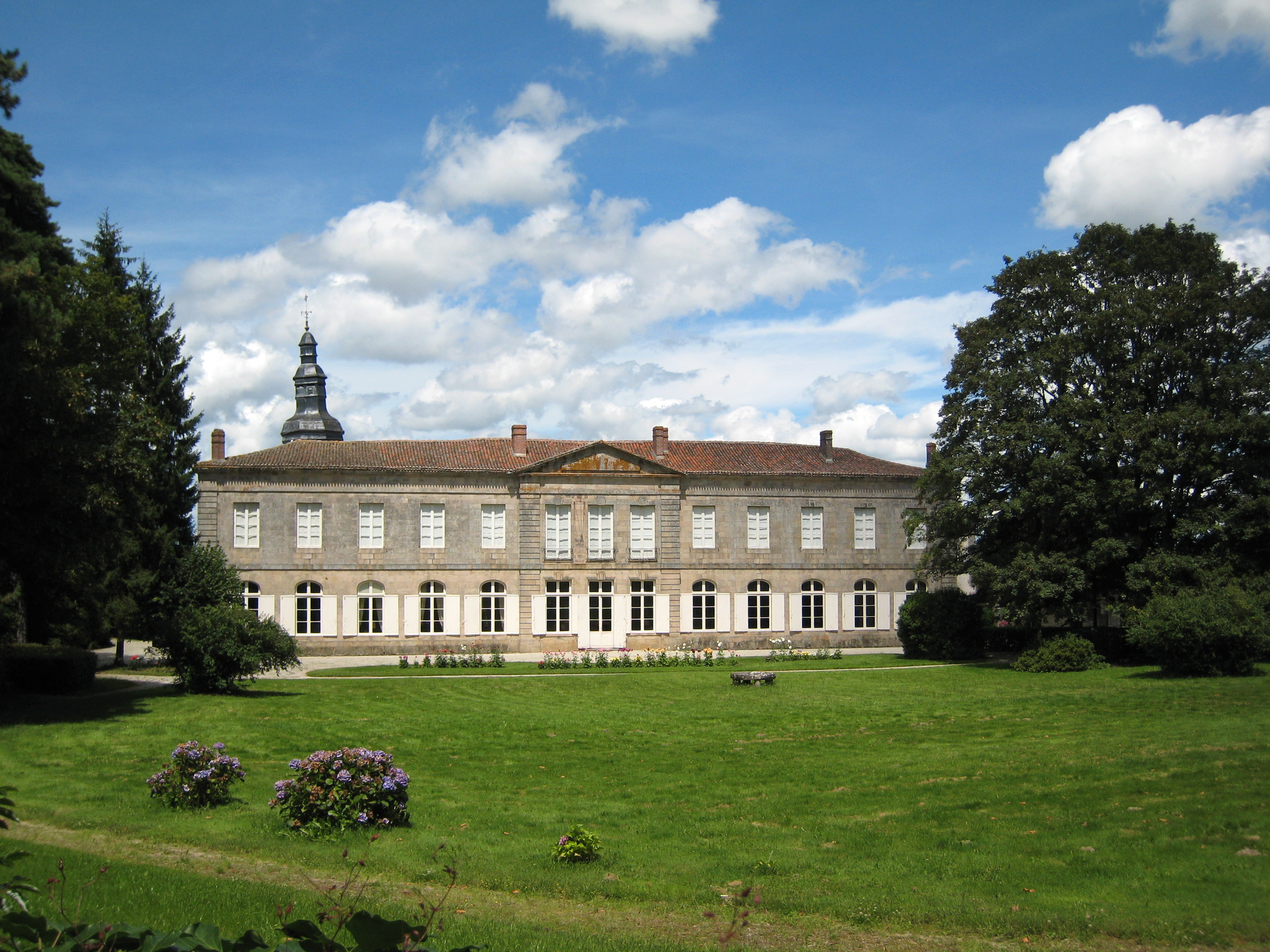
Augustinerkloster

- AugustinerklosterDie Augustinerkirche aus dem 13. Jahrhundert ist in einem puren, einfachen  gotischen Stil gehalten. Ursprünglich als Klosterkapelle gedacht, dient sie heute als Pfarrkirche von Mortemart. Die Ausstattung umfasst ein prächtiges Chorgestühl im Flamboyant-Stil aus dem 15. Jahrhundert; der Chor ist mit einem barocken Altarretabel geschmückt.
- Das Augustinerkloster wurde im 18. Jahrhundert vom Architekten Joseph Brousseau konzipiert. Es war Sitz der letzten Kanoniker von Mortemart und ist heute in Privatbesitz. Der Bau, der in seinem Aussehen an ein kleines Schloss erinnert, ist seit 1987 ein französisches Kulturdenkmal[4].
- Das Karmeliterkloster aus dem 17. Jahrhundert befindet sich gegenüber der Augustinerkirche. Es wirkt zwar sehr nüchtern, umfasst aber einige interessante Elemente wie zum Beispiel das Portal und die Treppe. Der Bau ist seit 1990 ein französisches Kulturdenkmal[5].
- Die ganz aus Holz konstruierte Markthalle auf der Place royale stammt aus dem 17. Jahrhundert und ist seit 2009 ein französisches Kulturdenkmal[6]. Heutzutage findet in den Monaten Juli und August jeweils am Sonntagmorgen ein Markt statt, der viele Touristen anzieht.
- Unter den Häusern der Notabeln stechen folgende besonders hervor: Maison du Sénéchal (Haus des Seneschalls), Maison de Verdilhac, Maison de l’Échauguette (Haus mit Scharwachtturm) und Maison du Chevalier de Béon. Das Maison du Sénéchal liegt an der 2, Rue Saint-Hilaire und ist seit 1996 ein französisches Kulturdenkmal[7].
- Die Motte von Mortemart ist seit 1979 ein französisches Kulturdenkmal[8].

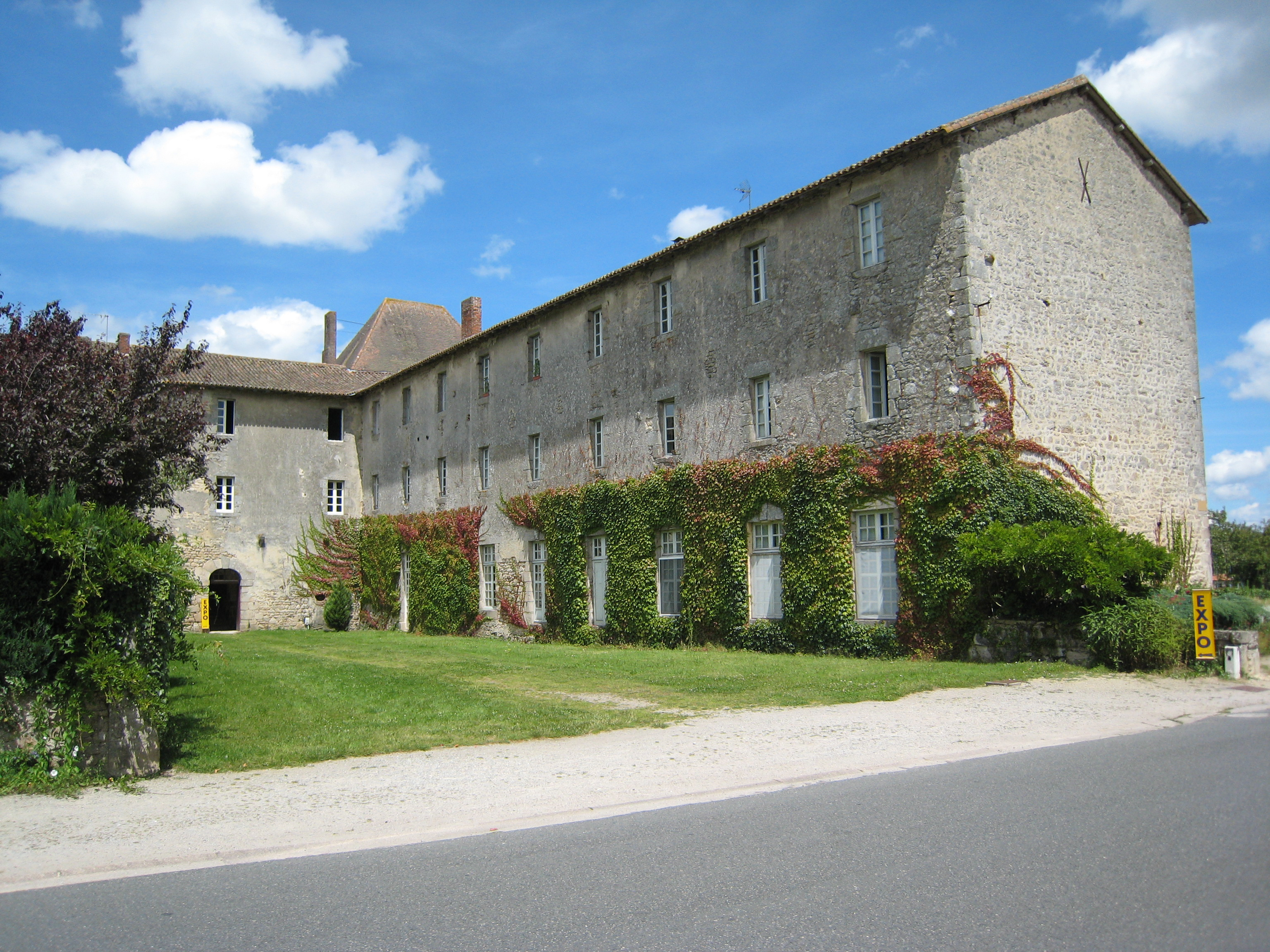
Karmeliterkloster
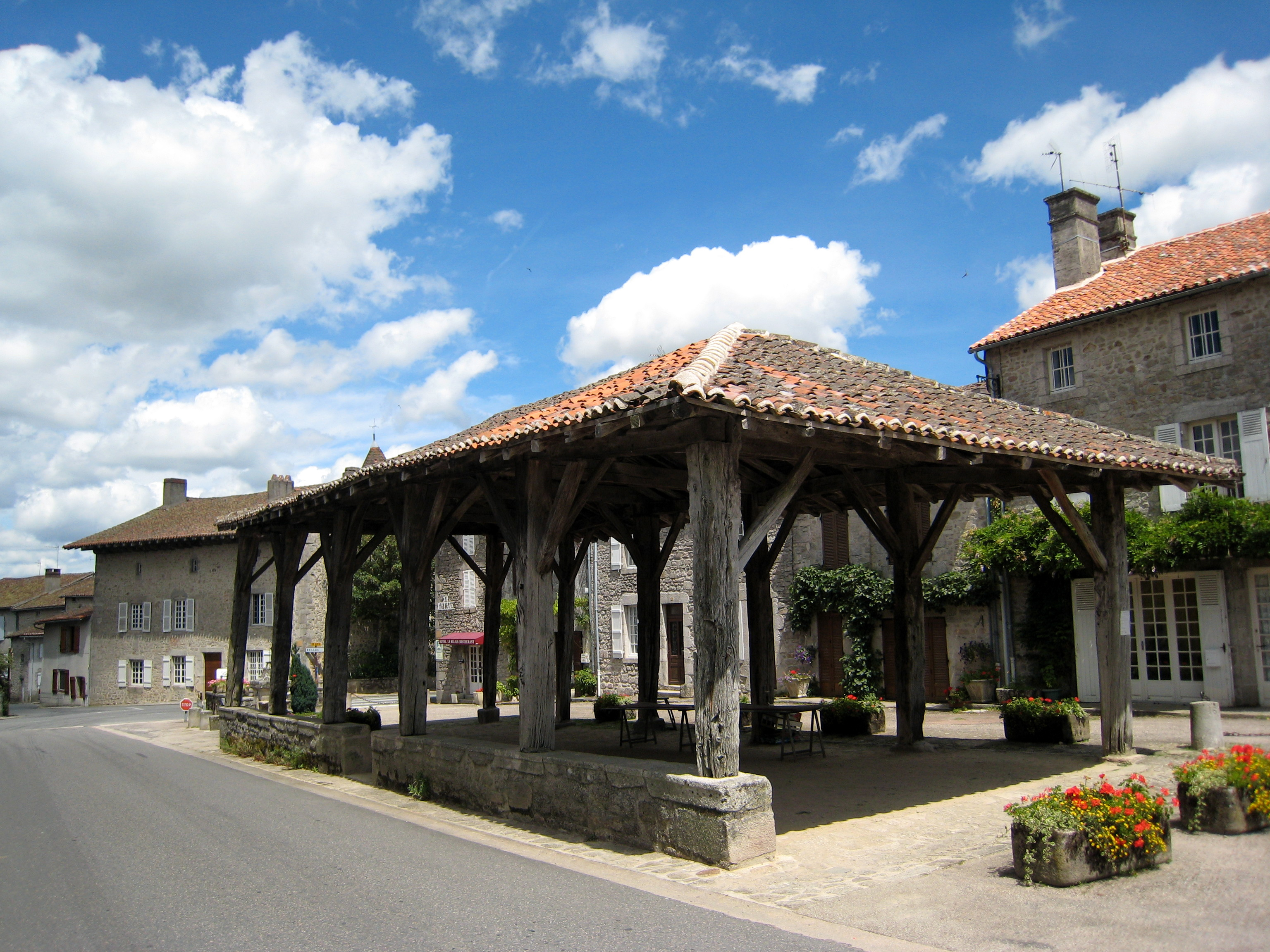
Markthalle
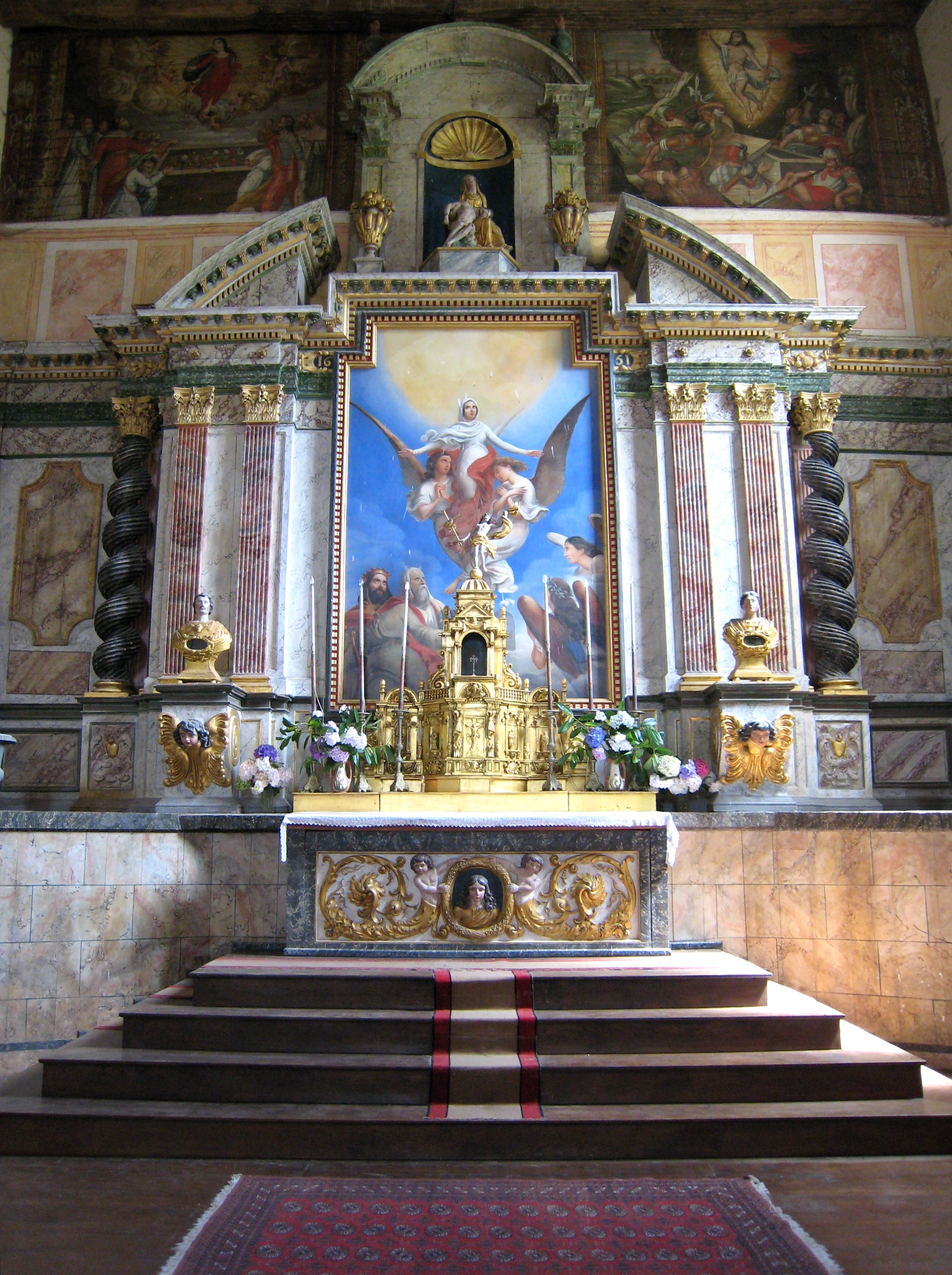
Altarretabel der Augustinerkirche
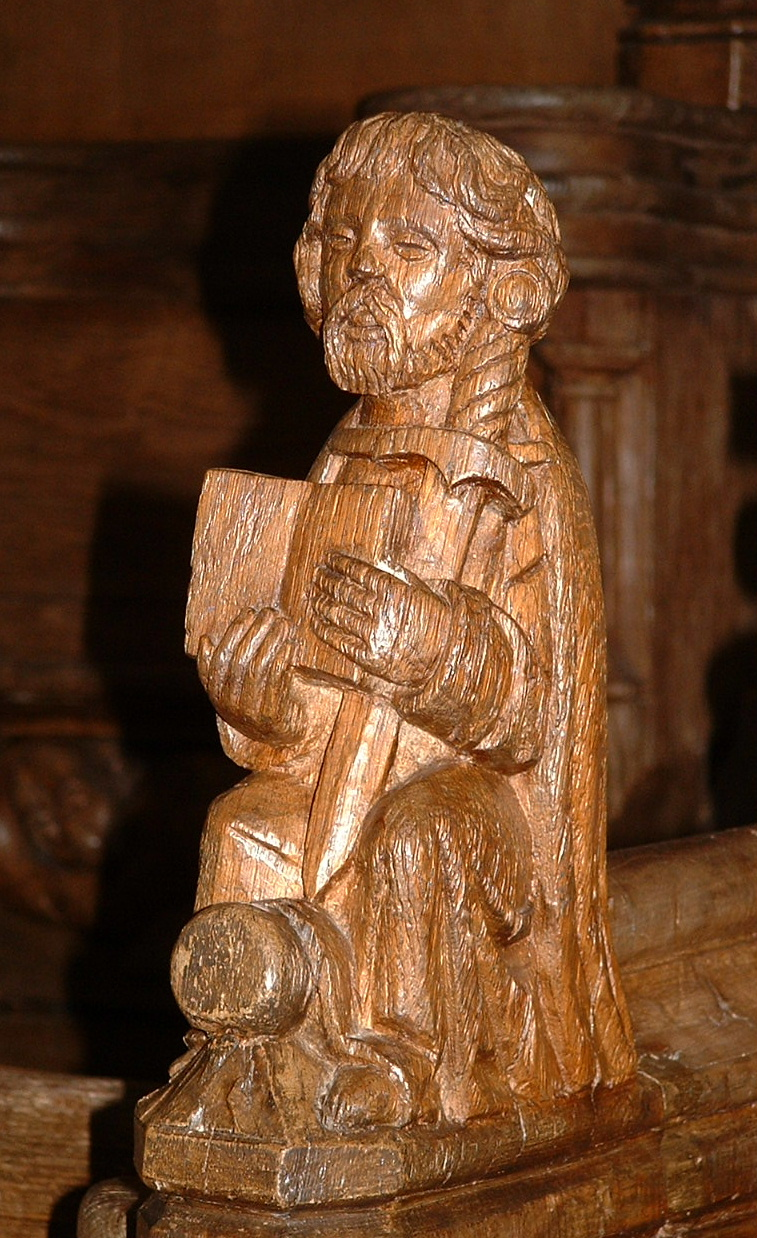
Holzskulptur des Chorgestühls